# 陈羽 (1956年)
陈羽（1956年12月—），女，蒙古族，中华人民共和国政治人物，曾任内蒙古自治区妇联主席、党组书记，第十一届全国政协委员。

## 生平
1975年7月至次年12月，作为知青，到托克托县新营子公社插隊勞動。1976年5月，加入中国共产党。1976年12月至1979年9月，为呼和浩特市公安局治安科干警。其后，进入内蒙古医学院医学系医疗专业学习。1984年后，在乌兰浩特市医院、市卫生局、内蒙古医学院任职。2000年起，任内蒙古自治区药品监督管理局局长、党组书记；内蒙古自治区食品药品监督管理局局长、党组书记；内蒙古自治区妇联主席、党组书记；自治区人大法制委员会委员；内蒙古自治区政协副主席等职。
2008年，当选第十一届全国政协委员，代表中华全国妇女联合会，分入第十九组。